# Municipio de Cooper (Misuri)
El municipio de Cooper (en inglés: Cooper Township) es un municipio ubicado en el condado de Gentry en el estado estadounidense de Misuri. En el año 2010 tenía una población de 1859 habitantes y una densidad poblacional de 10,35 personas por km².

## Geografía
El municipio de Cooper se encuentra ubicado en las coordenadas 40°12′26″N 94°30′35″O / 40.20722, -94.50972. Según la Oficina del Censo de los Estados Unidos, el municipio tiene una superficie total de 179.68 km², de la cual 179,66 km² corresponden a tierra firme y (0,01 %) 0,02 km² es agua.

## Demografía
Según el censo de 2010, había 1859 personas residiendo en el municipio de Cooper. La densidad de población era de 10,35 hab./km². De los 1859 habitantes, el municipio de Cooper estaba compuesto por el 98,55 % blancos, el 0,27 % eran afroamericanos, el 0,16 % eran amerindios, el 0,05 % eran asiáticos, el 0,27 % eran de otras razas y el 0,7 % eran de una mezcla de razas. Del total de la población el 0,7 % eran hispanos o latinos de cualquier raza.